# メビウスの帯

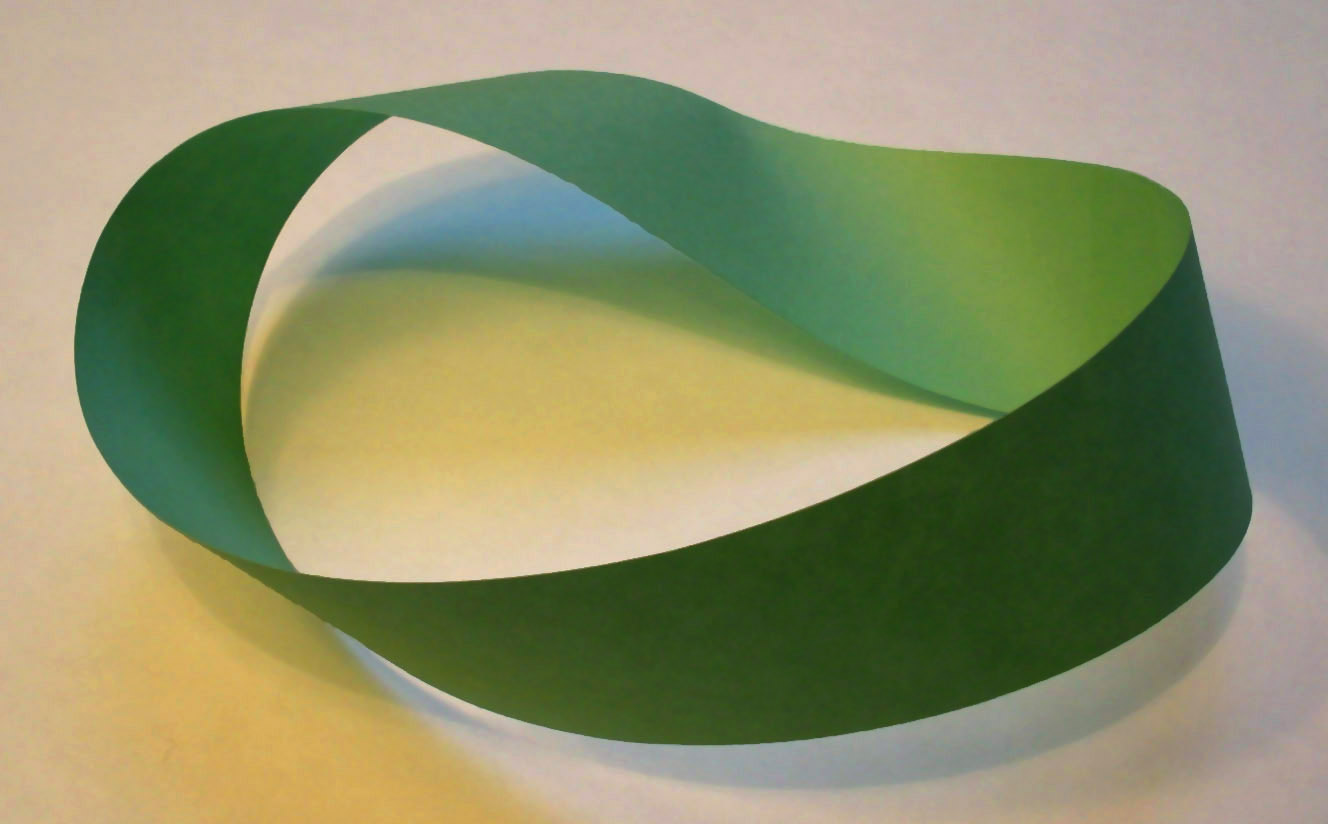
メビウスの帯

メビウスの帯（メビウスのおび、英: Möbius strip, Möbius band、ドイツ語発音: [ˈmøːbi̯ʊs]）、またはメビウスの輪（メビウスのわ、英: Möbius loop）は、帯状の長方形の片方の端を180°ひねり、他方の端に貼り合わせた形状の図形（曲面）である。メービウスの帯ともいう。
数学的には向き付けが不可能という特徴を持ち、その形状が化学や工学などに応用されているほか、芸術や文学において題材として取り上げられることもある。

## 発見

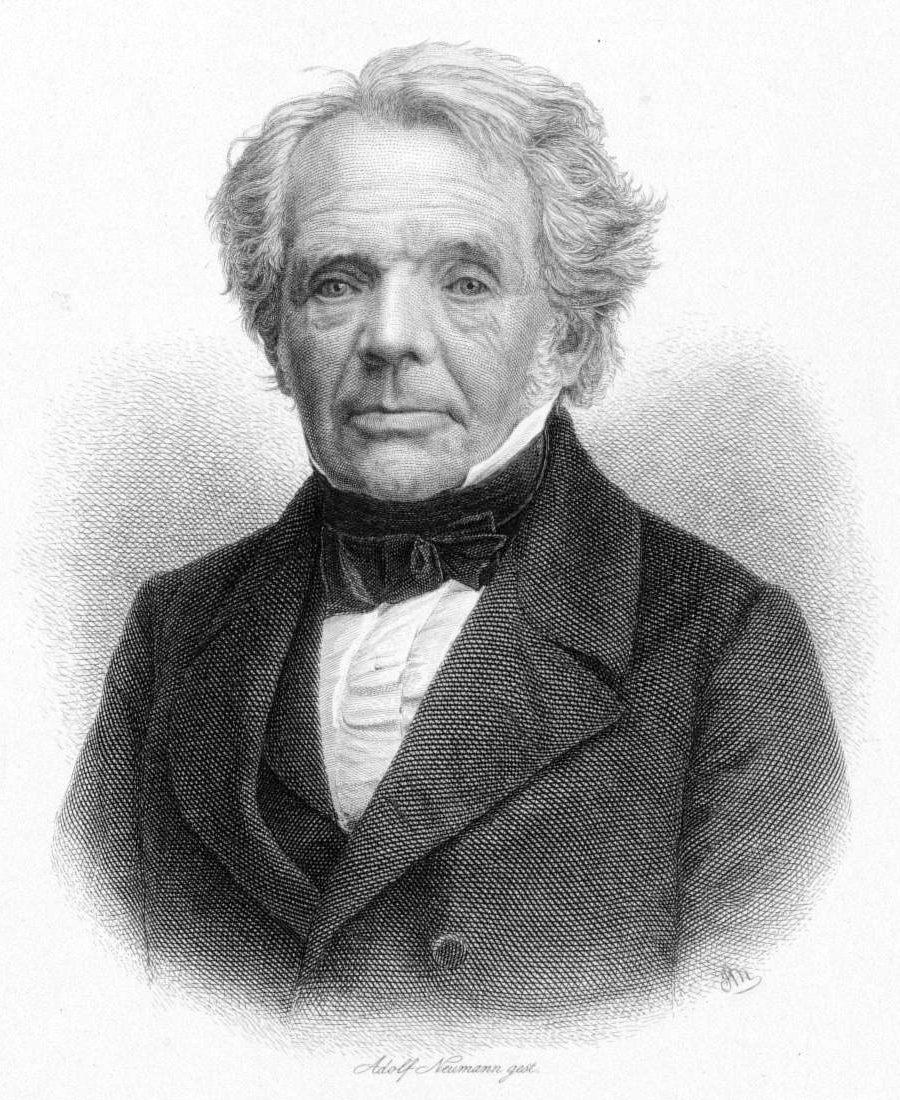
A・F・メビウス

メビウスの帯の名前は1790年生まれのドイツの数学者アウグスト・フェルディナント・メビウスの名に由来する。彼は多面体の幾何学に関するパリのアカデミーの懸賞問題に取り組む過程でメビウスの帯の概念に到達し、1865年に「多面体の体積の決定について」という論文の中で発表した。実際にメビウスの帯を発見したのは1858年のこととされ、未発表のノートにメビウスの帯のことが書かれている。同じ1858年には同じくドイツのフランクフルトの数学者ヨハン・ベネディクト・リスティングも別個にメビウスの帯を発見してノートに記しており、論文としての発表はメビウスより4年早い。2人の数学者が同時期に別個に同様の概念に到達したことは、カール・フリードリヒ・ガウスの影響による可能性もある。メビウスの日記に、向きのつかない曲面に関して「ガウスの口頭での報告による。どうしてガウスがこの曲面を研究するようになったのか、私にはわからない」という記載があることも、メビウスの帯の発見者はガウスであることを示唆している。メビウスもリスティングも、ガウスのもとで天文台の仕事に従事していたので、ガウスから会話の中で教わった可能性も指摘されている。メビウスの研究は、メビウスの帯という曲面を発見しただけでなく、それが持つ向き付け不可能性という性質（後述）を、「（帯を）いくつかの三角形に分割して各三角形に向きをつけたとき、全体が同調するようにはできない」という形で厳密に定義したという点に意義がある。

## 数学的な性質

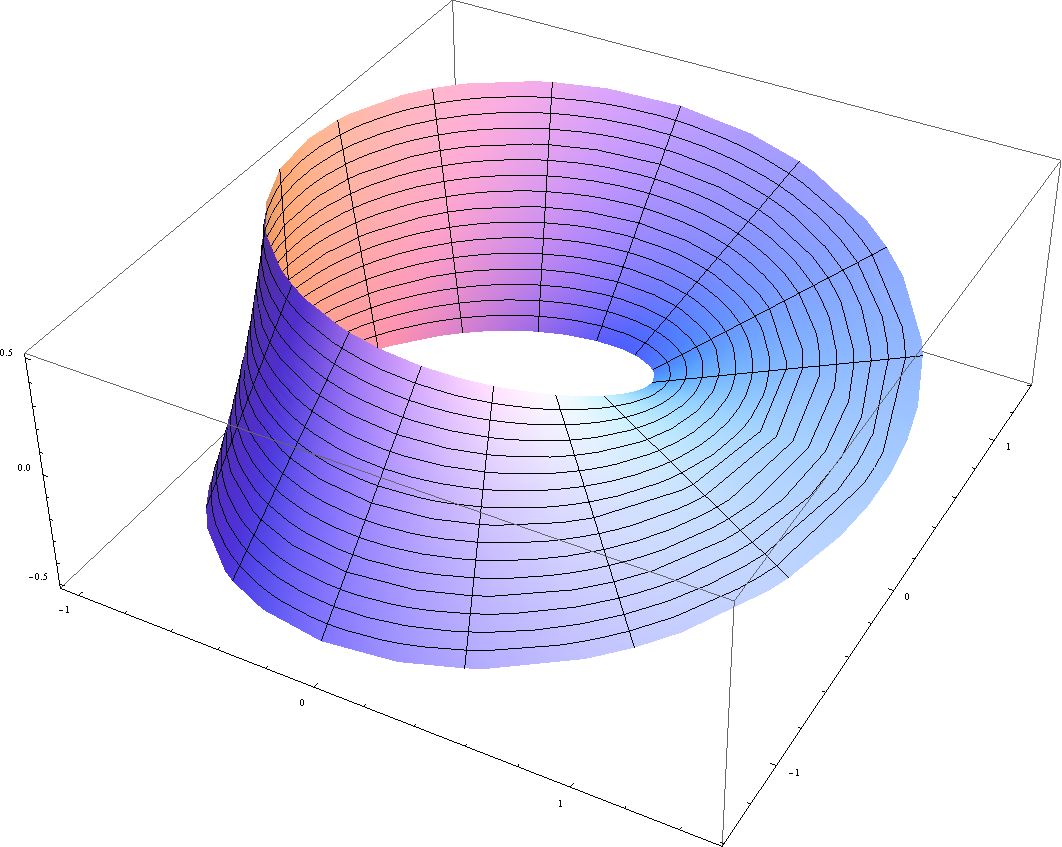
3次元空間にプロットされたメビウスの帯

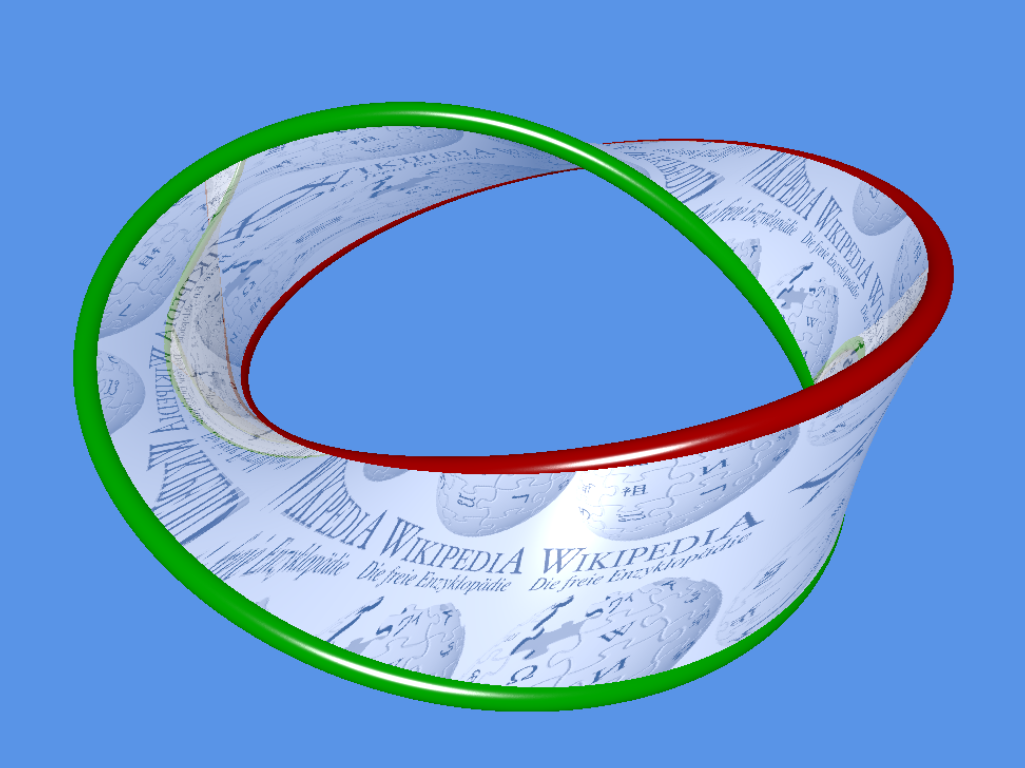
半ひねりが2回あるため、これはメビウスの帯ではない。境界成分も2つある（緑色と赤色）。

数学的には、メビウスの帯は連結・コンパクトで向き付け不可能な種数1・境界成分数1の2次元多様体（曲面）であるといえる。向き付け不可能とは表と裏の区別をつけることができないということである（単側性ともいう）。例えばメビウスの帯のある部分に（裏側にもインクがにじむように、あるいは帯が透明な素材でできていると考えて）「あ」という文字を書き、それを帯に沿って1周させて元の位置に戻すと、文字が反転して鏡像になってしまう。一般に曲面が向き付け不可能であることは、その曲面にメビウスの帯が含まれていることと同値となる。メビウスの帯は境界（近傍がユークリッド半平面と同相な点の集合のことで、帯の端の部分）を持っているが、その個数は1つであり、2つの境界成分を持つひねりの無い通常の帯（アニュラス）とは異なる。
メビウスの帯は3次元ユークリッド空間 R3 に埋め込むことができ、媒介変数 r , t （-1≦r≦1 ,0≦t≦π）を使えば
{\displaystyle x=(r\cos {t}+2)\cos {2t}\,}
{\displaystyle y=(r\cos {t}+2)\sin {2t}\,}
{\displaystyle z=r\sin {t}\,}
と表示することができる。r =0とおいたときの閉曲線はメビウスの帯の中央を通る線でセンターラインと呼ばれる（座標空間上ではxy平面上の半径2の円となる）。r = -1 , 1の線が帯の両端にあたる。
位相幾何学的には上のように媒介変数表示されたものと同相な位相空間をすべてメビウスの帯という。通常のメビウスの帯は半回転のひねりを1回だけ入れたものを考えるが、1回に限らず奇数回の半ひねりを入れた帯はすべて同相である（ただしひねりの回数が異なれば3次元空間での連続的な変形だけで移りあうことは無い）。半回転のひねりの入れ方にも時計周りと反時計回りがあるので、回数が同じでも左手系と右手系の2つがあることになる。メビウスの帯は通常の帯とは同相にならない。
メビウスの帯は、帯の幅を狭める写像を使えばそのセンターラインとホモトピー同値になる。ホモトピー同値であれば基本群が同型になるが、センターラインは前述のように円周になっているので、メビウスの帯の基本群は円周の基本群と同じ無限巡回群となる。よってメビウスの帯は単連結でない。
また、メビウスの帯は前述のように1つの境界成分を持っているが、その境界成分に円板を貼り合わせると実射影平面（向きつけ不可能で種数1・境界成分数0の曲面）となる。逆に言えば、メビウスの帯は実射影平面から開円板を取り除いて得られる曲面ということになる。そのためある曲面と実射影平面の連結和をとることを「メビウスの帯を貼り付ける」と表現することがある。

### 帯の貼り合わせ

長方形からメビウスの帯をつくる

実際にメビウスの帯をつくるときは長方形の短い端同士を180°ひねって貼りあわせればよいが、これは数学的には2つの辺を同一視して得られる商空間を考えていることになる。
長方形に対して（三角形分割して）全体が同調するように向きを与えると、向かい合う辺同士には逆の向きが導かれる（長方形ABCDの辺ABについてAからBへの向きが導かれれば、辺CDに対してはCからDへの向きが導かれる）。そこで、片方の辺からもう片方の辺への、向きを保存する同相写像を考え、それによって移りあう点を同一視して得られる商空間を考えると、これがメビウスの帯になる（貼り合わせに使わなかった辺は帯の境界となる）。向きを逆にする同相写像を使って同一視を行った場合は、向かい合う辺がそのまま貼り合わされたことになるので、商空間はメビウスの帯ではない通常の帯になる。
また、3次元ユークリッド空間内の円筒
{\displaystyle C=\{(x,y,z)\in \mathbb {R} ^{3};|x^{2}+y^{2}|=1,|z|\leq 1\}}
を考え、C上の点(x , y , z)と(-x , -y , -z)を同一視して得られる商空間を考えると、これもやはりメビウスの帯となる。

### メビウスの帯の切断
実際にメビウスの帯をつくってはさみで平行に切断すると以下のような性質を持っていることがわかる。直感に反したこれらの現象は子供向けの手品として演じられることもあり、マーティン・ガードナーは、メビウスの帯がパーティー用の出し物として紹介されている最初の文献は1881年にパリで発行されたガストン・ティサンディエルによる科学遊びについての本だとしている。1904年には「アフガン・バンド」という名前がついたが、その由来は不明である。
- 180°ひねってつくったメビウスの帯をセンターラインで切断すると、輪は2つに分かれずに大きな1つの輪になる。この輪は720°ひねられた状態で表裏が分かれており、つまりメビウスの帯ではない。
- 帯の幅1/3のところを切ってゆくと、輪を2周したところでちょうど切り終わる。こうすると元の帯の2倍の長さ、1/3の幅の720°ひねられた輪と元の帯と同じ長さ、1/3の幅のメビウスの帯が1つずつでき、それらがホップ絡み目状に絡まっている[12]。
- 540°ひねってつくられたメビウスの帯をセンターラインに沿って切ると、三葉結び目状の帯が1本できる[13]。これを解くと、8回のねじれがある帯となる。また、180°を1回としたとき、n回（nは奇数）ひねった帯をセンターラインに沿って切るとトーラス結び目(2,n)の形をした帯ができる。これには2n+1回のねじれがある。
- 切断された帯に更にねじれを加え、両端を再接続させるとparadromic rings（ポルトガル語版）という帯になる。

破線がセンターライン
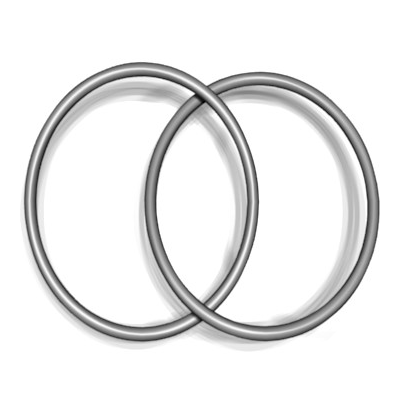
ホップ絡み目
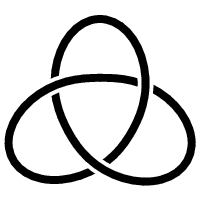
三葉結び目

## 工業への応用

メビウス抵抗器

帯の表面を普通の帯の2倍利用できるため、カセットテープ（エンドレステープ）、プリンターのインクリボンなどに使用された。また、研磨や高温の物体の運搬に用いるコンベアのベルトをメビウスの帯状にしておくと接触面が2倍になるので消耗しにくくなり長持ちするという利点があり、1950年前後に米国で特許が取得されている。
1964年には絶縁体をメビウスの帯状にして金属箔で覆ったメビウス抵抗器が発明され、1986年にはさらにそれを利用したメビウスコンデンサも特許がとられている。どちらも、自己インダクタンスの無い抵抗、コンデンサとなる。

## 化学の分野
有機化合物では、1985年コロラド大学のデーヴィッド・ワルバ (David Walba) らが、メビウスの帯の構造を持つ分子の合成に成功した。
ねじれた環状のπ共役系は通常の芳香族とは逆に 4nπ系が安定となる。これはメビウス芳香族性と呼ばれ、計算化学による予想を経て21世紀初頭に実際に化合物が合成された。
無機化合物では、細長い帯のような結晶なら作れるが、メビウスの帯のようなねじれた結晶をつくるのは無理だと考えられてきた。2002年、北海道大学工学部の丹田聡らが三セレン化ニオブの結晶を変形させ、メビウスの帯状の結晶を作ることに成功した。

## デザイン・芸術などへの応用
メビウスの帯はマウリッツ・エッシャー、安野光雅、タイガー立石などが自身の作品中でモチーフとして利用しており、帯をかたどった彫刻作品も数多く制作されている。
また、循環や再生を想起させることから下図のようにリサイクルのシンボルマーク（ユニバーサルリサイクルシンボル）として採用されているほか、ブラジル・オランダ・ベルギーなどの国で切手に描かれるなど、メビウスの帯をあしらったデザインは多い。
メビウスの輪をそのままダイスとした「1面ダイス」は「1」の目が出る確率が100%であり、実用性はなく、ジョークグッズとなっている。
ウェブサイトの8chanのロゴはメビウスの輪を表している。

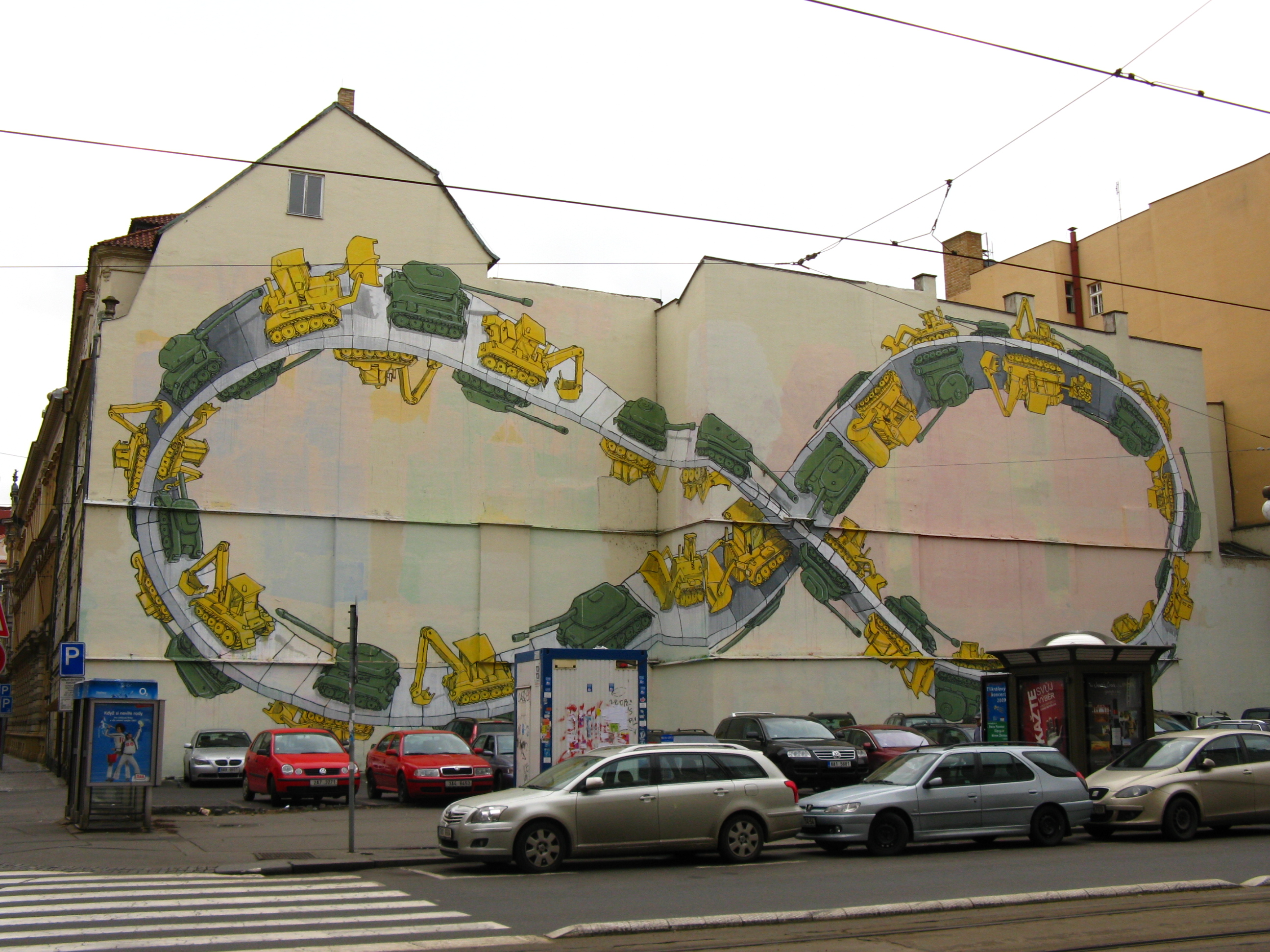
メビウスの帯上を戦車が走っている壁面画
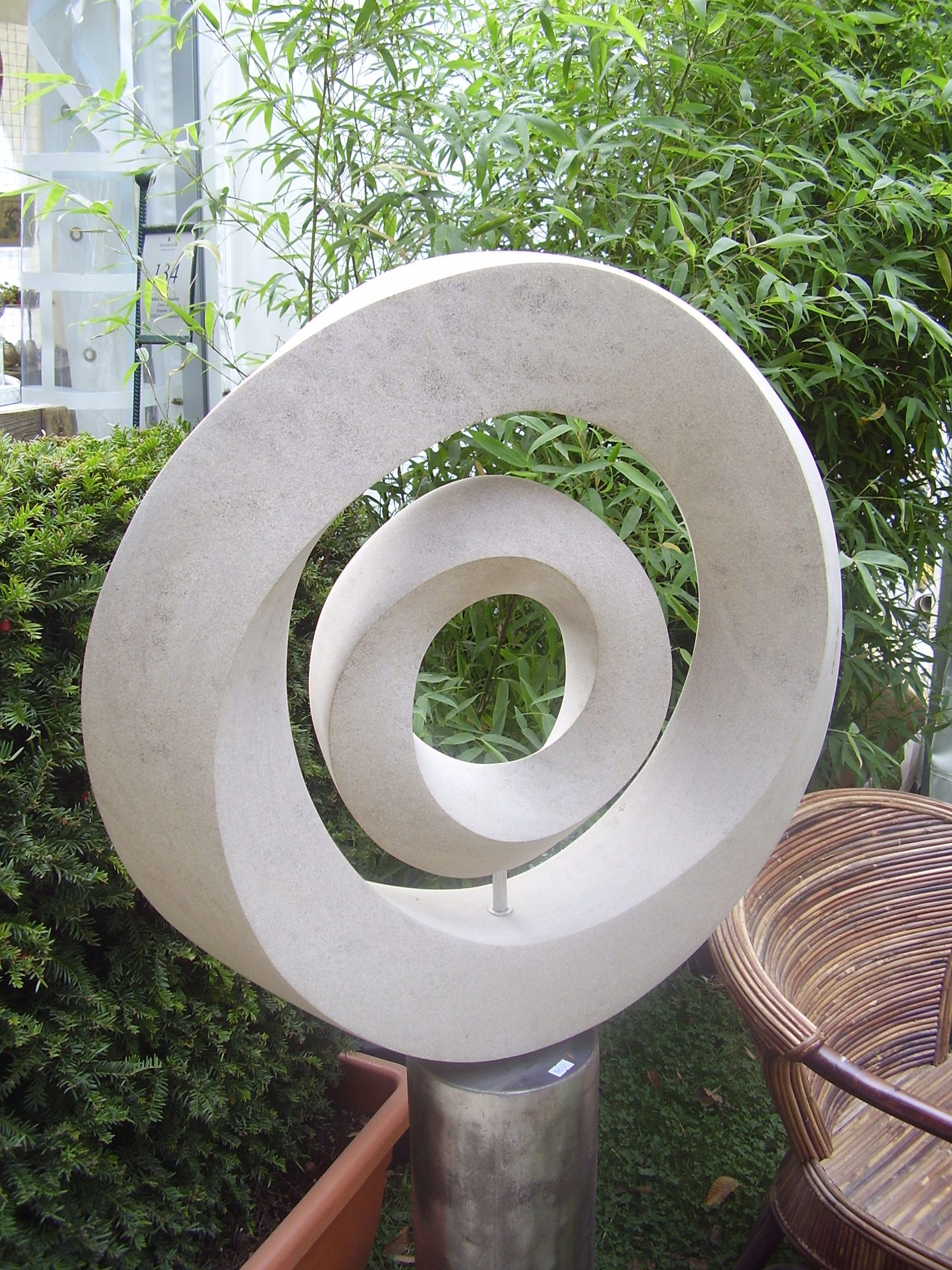
メビウスの帯を模した彫刻
ユニバーサルリサイクルシンボル
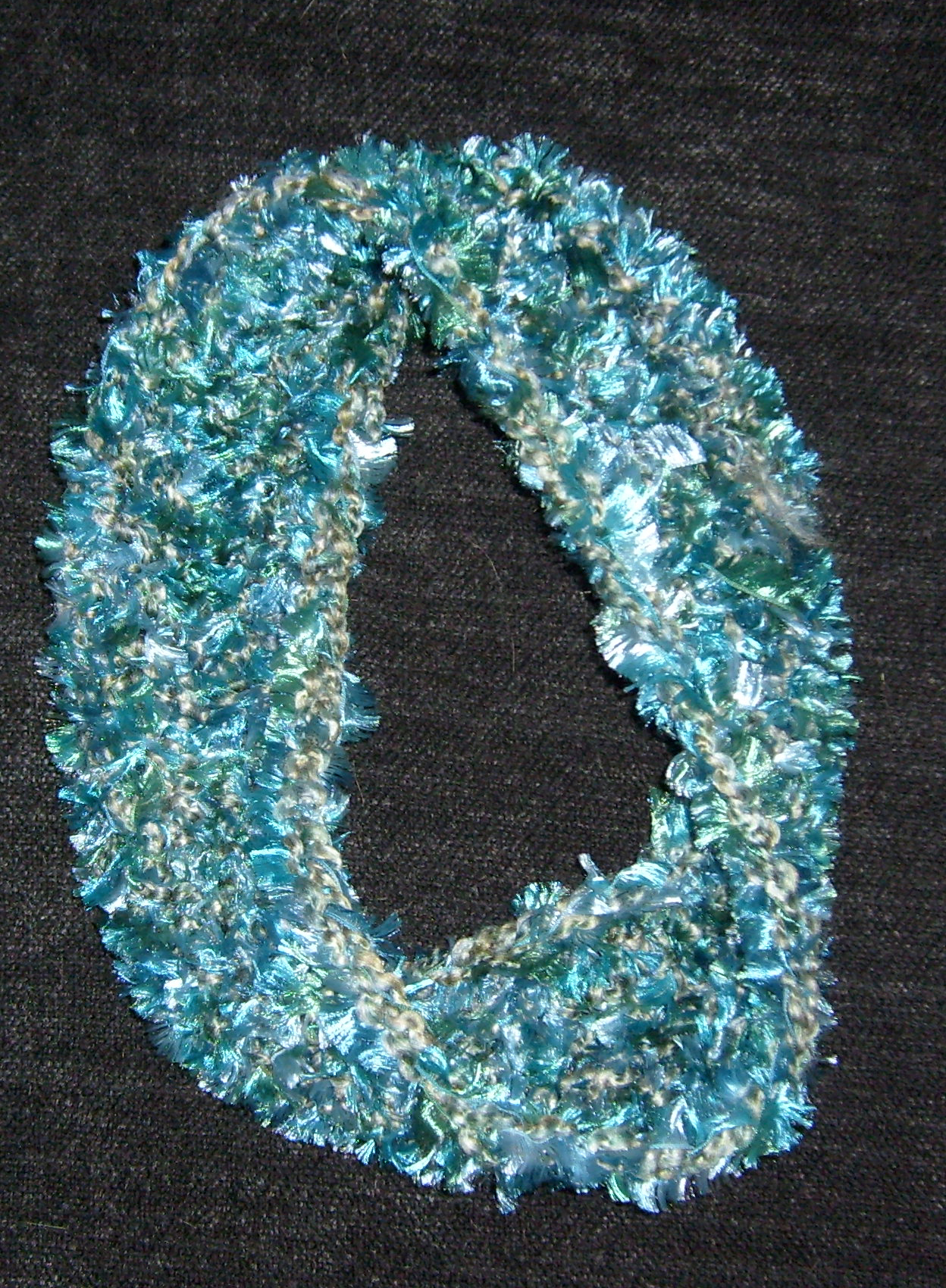
メビウスの帯状のスカーフ
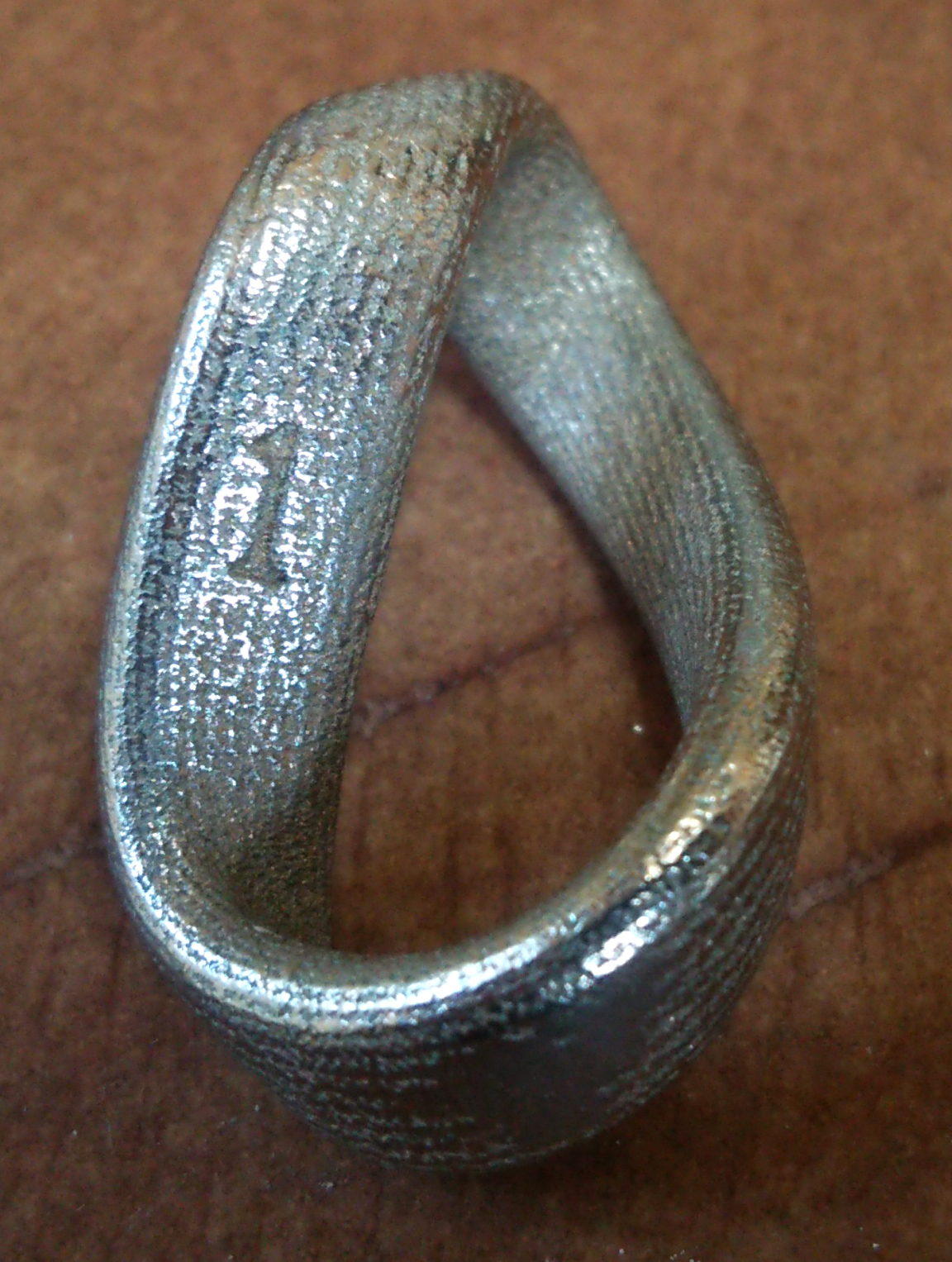
メビウスの輪を使用した「1面ダイス」

## 文学において
文学作品においてメビウスの帯はしばしば無限の繰り返しを比喩的に表すものとして用いられる（ただし、数学史家のジョン・フォーベルはメビウスの帯の比喩的表現は不適切な文脈でもしばしば用いられていると指摘している）。前述のようにメビウスの帯は1周して戻ってくると向きが逆転しているという性質を有していることから、ループ構造を持つプロット（ループもの）や登場人物がなんらかの経験を経て考えをあらためて過去（あるいは元いた場所）に戻る際の比喩としてメビウスの帯が使われることもある。